# Kim Thạch, Vị Xuyên
Kim Thạch là một xã của huyện Vị Xuyên, tỉnh Hà Giang, Việt Nam.

## Địa lý
Xã Kim Thạch có vị trí địa lý:
- Phía đông giáp huyện Bắc Mê
- Phía tây giáp xã Phú Linh
- Phía nam giáp xã Kim Linh và xã Phú Linh
- Phía bắc giáp thành phố Hà Giang và huyện Bắc Mê.

Xã Kim Thạch có diện tích 25,72 km², dân số năm 2019 là 2.421 người, mật độ dân số đạt 94 người/km².

## Lịch sử
Trước đây, Kim Thạch là một xã thuộc thị xã Hà Giang (nay là thành phố Hà Giang).
Ngày 20 tháng 8 năm 1999, Chính phủ ban hành Nghị định 74/1999/NĐ-CP về việc thành lập xã Kim Linh trên cơ sở 3.590 ha diện tích tự nhiên và 2.064 nhân khẩu của xã Kim Thạch.
Sau khi điều chỉnh địa giới hành chính, xã Kim Thạch có 3.050 ha diện tích tự nhiên và 2.036 nhân khẩu.
Ngày 23 tháng 6 năm 2006, Chính phủ ban hành Nghị định 64/2006/NĐ-CP về việc điều chỉnh toàn bộ 3.050 ha diện tích tự nhiên và 2.353 nhân khẩu của xã Kim Thạch thuộc thị xã Hà Giang (nay là thành phố Hà Giang) về huyện Vị Xuyên quản lý.